# Pablo César López
Pour les articles homonymes, voir Pablo López et López.
Pablo López, né le 7 janvier 1998 à Santiago de Querétaro au Mexique, est un footballeur mexicain qui évolue au poste de milieu central au CA de San Luis, en prêt du CF Pachuca.

## Biographie

### En club
Formé au CF Pachuca, Pablo López fait ses débuts en professionnel le 18 février 2016, lors d'un match de Coupe du Mexique contre l'Atlético San Luis. Ce jour-là, il entre en jeu en cours de partie, et son équipe s'impose sur le score de deux buts à zéro. Il joue son premier match de Liga MX le 19 novembre de la même année, contre le Club América (3-3). Le 2 septembre 2018, il inscrit son premier but en professionnel, lors d'un match de championnat face au CD Guadalajara, participant ainsi à la victoire de son équipe (1-3).
Le 17 juin 2020 est annoncé le prêt de Pablo López au CA de San Luis.

### En équipe nationale
Avec l'équipe du Mexique des moins de 17 ans, il participe à la Coupe du monde des moins de 17 ans en 2015. Lors de cette compétition organisée au Chili, il joue sept matchs. Il se met en évidence en inscrivant deux buts, contre l'Allemagne en phase de groupe, puis face au pays organisateur en huitièmes, avec également une passe décisive. Le Mexique se classe quatrième du mondial.
Avec l'équipe du Mexique des moins de 20 ans, il est retenu pour participer au championnat de la CONCACAF des moins de 20 ans en 2017. Lors de cette compétition organisée au Costa Rica, il joue quatre matchs, avec pour bilan trois victoires et une seule défaite. Il dispute ensuite quelques mois plus tard la Coupe du monde des moins de 20 ans organisé en Corée du Sud. Lors du mondial junior, il joue trois matchs. Le Mexique s'incline en quarts de finale face à l'Angleterre.